# Třebětice (Zlín)
Třebětice (in tedesco Trebietitz) è un comune della Repubblica Ceca facente parte del distretto di Kroměříž, nella regione di Zlín.